# 三重県道631号采女大治田線
三重県道631号采女大治田線（みえけんどう631ごう うねめおばたせん）は、三重県四日市市を通る一般県道である。

## 概要
四日市市釆女町から四日市市大治田3丁目に至る。
内部川（鈴鹿川支流）の堤防の道路。対面通行だが、一般乗用車と大型車両との対向が出来るぐらい、広い所もある。

### 路線データ
- 起点：四日市市釆女町（内部橋北詰交差点、国道1号交点）
- 終点：四日市市大治田3丁目（河原田橋北詰交差点、三重県道103号四日市鈴鹿線交点）
- 総延長：1,355 m

## 地理

### 通過する自治体
- 四日市市

### 交差する道路
| 交差する道路                                         | 交差する場所 | 交差する場所              |
| ---------------------------------------------------- | ------------ | ------------------------- |
| 国道1号 国道25号 重複 三重県道407号三畑四日市線 重複 | 釆女町       | 内部橋北詰交差点 / 起点   |
| 三重県道103号四日市鈴鹿線                            | 大治田3丁目  | 河原田橋北詰交差点 / 終点 |

### 沿線
- 内部川（鈴鹿川支流）